# Punkt Kontroli Czasu
Punkt Kontroli Czasu – punkt wykorzystywany w rajdach samochodowych, wymuszający na zawodnikach punktualność głównie podczas jazdy na dojazdówkach oraz pobytu w parku serwisowym.
PKC rozpoczynają i kończą najważniejsze fragmenty trasy rajdu samochodowego, w tym odcinki specjalne, dojazdówki, parki serwisowe i przegrupowania.
Załoga zobowiązana jest zjawić się na PKC dokładnie o czasie wynikającym z wpisów w karcie drogowej (dopuszczalny jest wjazd na PKC w minucie poprzedzającej właściwy czas, ale podanie karty drogowej powinno mieć miejsce dokładnie we właściwej minucie). Wcześniejszy wjazd bądź spóźnienie na PKC karane są karą czasową.